# Аксай Курмоярський
Аксай Курмоярський (рос. Аксай Курмоярский) — річка на півдні Європейської частини Росії, протікає у Сарпинському районі Республіки Калмикія і Котельниковському районі Волгоградської області. Ліва притока Дону, впадає у Цимлянське водосховище за 397 км вище гирла Дону
Довжина річки — 101 км, площа сточища — 1 083 км².

## Загальна фізико-географічна характеристика
Річка має виток у балці Уманкіна, приблизно за 20 км на південний схід від села Садове Республіки Калмикія.
Долина Аксая відрізняється відносно високою щільністю населення. На берегах річки розташовані селище Шарнут Республіки Калмикія, хутора Дарганів, Пимено-Черні, Нижні Черні, Караїчев, Леніна, Котельників, місто Котельниково, хутора Захаров і Похлебін Котельниковського району Волгоградської області.
Аж до хутора Пимено-Черні Аксай тече переважно зі сходу на захід, нижче змінює напрямок на SEE, від хутора Караїчев і до міста Котельниково знову тече переважно із заходу на схід, далі змінює напрямок течії на північно-західне. При впадінні у Цимлянське водосховище утворює велику затоку. У середній і нижній течії Аксай утворює численні меандри, що значно збільшують його довжину.

### Притоки
- - б. Радик (правий складовий[4])
  - б. Суха — (п)[4]
  - б. Потайна — (ліва складова)[4]
  - б. Караїчева — (п)[4]
  - б. Караїчева — (п)[4]
  - б. Нагольна — (л)[4]
  - б. Семічна * — (л)[4]
  - б. Аксайського * — (л)[4]
  - б. Перший Лог * — (п)[4]
  - б. Другий Лог * — (п)[4]

 Притоки, відмічені *, в даний час впадають безпосередньо у Цимлянське водосховище. 